# Ornaten-Engelhai
Der Ornaten-Engelhai (Squatina tergocellata) ist ein bodenbewohnender Hai, der im südwestlichen Küstengebiet Australiens vorkommt.

## Aussehen und Merkmale
Der Ornaten-Engelhai kann eine maximale Körperlänge von etwa 140 cm erreichen. Wie bei anderen Engelhaien ist der Rumpf stark abgeflacht mit sehr breiten Brustflossen, wodurch die Tiere in der Gestalt eher wie lange Rochen wirken. Die Brustflossen sind jedoch deutlich vom Rumpf abgesetzt, während sie bei den meisten Rochen ansatzlos in den Körper übergehen. Sie haben zwei Rückenflossen und besitzen keine Afterflosse. Der Körper hat eine helle gelb-braune Rückenfarbe mit grau-blauen und weißen Flecken. Zudem sind drei paarige Augenflecken vorhanden, die einen dunklen Ring um ein ornamentiertes Zentrum aufweisen. Auf dem Schnauzenbereich befinden sich vergrößerte Dornen, auf dem Rücken sind keine Dornen vorhanden.
Die Augen liegen auf der Kopfoberseite mit einer stark konkav ausgebildeten Fläche zwischen den Augen, das Maul ist endständig, die äußeren Nasenöffnungen sind mit kurzen Barteln versehen. Die Spritzlöcher sind klein, die Anzahl der seitlich, unten liegenden Kiemenöffnungen beträgt fünf. Die Nasenklappen und die Barteln sind stark ausgefranst.

## Verbreitung

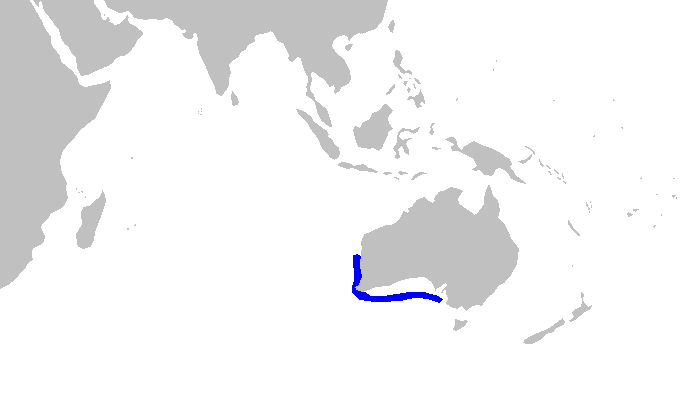
Verbreitung des Australischen Engelhais

Das Verbreitungsgebiet des Ornaten-Engelhais befindet sich im Küstenbereich des südwestlichen Australiens von South Australia bis Western Australia. Er ist zum äußeren Randbereich des Kontinentalschelfs in Tiefen 130 bis 400 Metern, meist um 300 Meter zu finden, wobei die Jungtiere in der Regel in geringeren Tiefen leben.

## Lebensweise
Wie andere Engelhai ernährt er sich vor allem von kleinen Knochenfischen und Kopffüßern, die er als Lauerjäger auf dem Boden liegend erbeutet. Außerdem schluckt er wahrscheinlich Schlamm, um Gifte der Beutetiere zu neutralisieren.
Wie alle Engelhaie ist er ovovivipar – die Eier werden im Muttertier ausgebrütet, bevor die Jungtiere lebend geboren werden. Dabei bringen die Weibchen dieser Art zwei bis neun Jungtiere mit einer Länge von 33 bis 42 Zentimeter nach einer 6- bis 12-monatigen Tragzeit zur Welt. Die Geschlechtsreife erreichen die Tiere mit einer Körperlänge von etwa 80 bis 90 Zentimetern.

## Gefährdung
Die International Union for Conservation of Nature (IUCN) stuft diesen Hai als nicht gefährdet („Least Concern“) ein. Die Art wird befischt und ist zudem bedroht von Boden- und Schleppnetzfischerei, die allerdings in der Regel maximal in 120 bis 180 Metern Tiefe stattfindet, wodurch ein großer Bereich der Verbreitungsgebiete unterhalb der Fischereitiefe liegt. Da die Fänge und damit wahrscheinlich auch die Bestände stabil sind, wurde die Art als nicht gefährdet eingestuft. Nach Angaben der IUCN ist eine weitere Beobachtung, vor allem aufgrund der niedrigen Reproduktionsrate und einer potenziellen Ausweitung des kommerziellen Fischfangs, jedoch notwendig.

## Belege
1. 1 2  Squatina tergocellata in der Roten Liste gefährdeter Arten der IUCN 2010. Eingestellt von: Kyne, P.M. & Bennett, M.B. (SSG Australia & Oceania Regional Workshop, March 2003), 2003. Abgerufen am 28. Dezember 2010.